# Euselasia dyrrhachius
Euselasia dyrrhachius är en fjärilsart som beskrevs av Adalbert Seitz 1913. Euselasia dyrrhachius ingår i släktet Euselasia och familjen Riodinidae. Inga underarter finns listade i Catalogue of Life.